# Lejana como el viento
Lejana como el viento é uma telenovela venezuelana exibida em 2000 pela Venevisión.

## Elenco
- Zair Montes - Alejandra Santacruz
- Ricardo Bianchi - Fernando Bustamante
- Elluz Peraza - Victoria de Bustamante
- José Bardina - Félix del Valle
- Arnaldo André - Jorge Bustamante
- Rafael Romero - Ramiro Malavé
- Henry Soto - Edmundo Mavares
- Esperanza Magaz - Cruz
- Raúl Xiqués - Linares
- Javier Varcárcel - Efraín Rivero
- Karina Orozco - América
- José Vieira - Marcelo
- Lourdes Martínez - Mildred
- Esther Orjuela - Zuleima
- Cristina Obín - Gladys
- José Rubens - Rufino
- Reina Hinojosa - Beatriz
- José Paniagua - Isaías
- Daniela Navarro - Mariví
- Damián Genovese - Diego
- Luciano Scorzia - Nilsson
- María Isabel Perozo - Briseida
- Karina Lescarboura - Arolkys
- Silvia Solana - Rebeca
- Saúl Martínez - Guillermo
- Roque Valero - Tony
- Marco Antonio Casanova - Javier
- Indhira Serrano - Dra. Martínez
- Carlos Omaña - Comisario Manrique
- José Mantilla - Billy
- Luis Carreño - Jairo
- Lolymar Sánchez - Iris
- Luisa Tovar - Aura Marina
- Francisco Guinot - Paco